# 巴佳里哈河
巴佳里哈河（羅馬化：Badyarikha）是俄羅斯的河流，位於薩哈共和國內，屬於因迪吉爾卡河的右支流，河道全長545公里，流域面積12,200平方公里。
巴佳里哈河在每年10月開始結冰，直至翌年6月上旬。